# Segon Ressalt de Salenques
Segon Ressalt de Salenques és un cim de 3.148 m d'altitud, amb una prominència de 13 m, que es troba a la Cresta de Salenques, al massís de la Maladeta, província d'Osca (Aragó). És l'agulla més a ponent de les tres Agulles de Salenques.